# Стримстаун
Стримстаун (англ. Streamstown; ирл. Baile an tSrutháin) — деревня в Ирландии, находится в графстве Уэстмит (провинция Ленстер).
Местная железнодорожная станция была открыта 1 августа 1851 года и закрыта 17 июня 1963 года.